# العمل الاجتماعي الجنائي
العمل الاجتماعي الجنائي Forensic social work أو العمل الاجتماعي الشرعي هو تطبيق الخدمة الاجتماعية على الأسئلة والقضايا المتعلقة بالقانون والأنظمة القانونية. وهو نوع من العمل الاجتماعي الذي يتضمن تطبيق مبادئ وممارسات العمل الاجتماعي في السياقات القانونية والجنائية والمدنية. وهو فرع متخصص من العمل الاجتماعي يركز على تقاطع القانون والصحة العقلية. يعد العمل الاجتماعي الشرعي جزءًا مهمًا من نظام العدالة الجنائية ويوفر رابطًا مهمًا بين الصحة العقلية والنظام القانوني.
يلعب الأخصائيون الاجتماعيون الشرعيون دورًا مهمًا في النظام القانوني. حيث يقومون بتقييم الأفراد المتهمين بارتكاب جريمة، وتقييم صحتهم العقلية، وتقديم شهادات الخبراء في المحكمة، وتقديم المشورة وغيرها من الخدمات للضحايا والمجرمين. يمكن أن يشارك الأخصائيون الاجتماعيون الشرعيون أيضًا في تطوير السياسة العامة المتعلقة بالصحة العقلية والعدالة الجنائية. يجري تدريب الأخصائيين الاجتماعيين الشرعيين على تقييم الأفراد في مجموعة متنوعة من السياقات، مثل السجون ومراكز احتجاز الأحداث وإجراءات محكمة الأسرة. وهم على دراية بنظام العدالة الجنائية والآثار النفسية للجريمة والصدمات. يقدم العاملون الاجتماعيون الشرعيون أيضًا المشورة والعلاج للضحايا والمجرمين وقد يقدمون الدعم للأسر التي تأثرت بالجريمة أو الصدمة. يجب أن يكون العاملون الاجتماعيون الشرعيون على دراية بالنظام القانوني وقضايا الصحة العقلية والآثار النفسية للجريمة والصدمات. ويجب عليهم أيضًا أن يكونوا على دراية بالمبادئ الأخلاقية للعمل الاجتماعي وأن يكونوا قادرين على العمل مع مجموعة متنوعة من العملاء وأصحاب المصلحة. يجب أن يكون العاملون الاجتماعيون الشرعيون على دراية بالقانون وأن يكونوا قادرين على تقديم الشهادة في المحكمة. ويجب أن يكونوا قادرين على التواصل بشكل فعال مع المحامين والقضاة وغيرهم من المتخصصين القانونيين. من أجل أن يصبح الأفراد عاملين اجتماعيين في مجال الطب الشرعي، يجب عليهم عادةً الحصول على درجة الماجستير في الخدمة الاجتماعية. ويجب عليهم أيضًا أن يكون لديهم ترخيص لممارسة العمل الاجتماعي. يمكن للأفراد الذين يرغبون في التخصص في العمل الاجتماعي الشرعي أن يأخذوا دورات إضافية أو يحصلوا على درجة الدكتوراه في العمل الاجتماعي الشرعي.
يتجاوز هذا التخصص في مهنة العمل الاجتماعي العيادات والمستشفيات النفسية لتقييم المتهمين الجنائيين ومعالجتهم على أساس قضايا الكفاءة والمسؤولية. يتضمن التعريف الأوسع ممارسة العمل الاجتماعي التي ترتبط بأي شكل من الأشكال بالقضايا القانونية والدعاوى القضائية، سواء الجنائية أو المدنية. تندرج تحت هذا التعريف قضايا حضانة الأطفال التي تشمل الانفصال والطلاق والإهمال وإنهاء حقوق الوالدين وتداعيات إساءة معاملة الأطفال والزوجات وخدمات العدالة للأحداث والبالغين والإصلاحات والعلاج الإلزامي. قد يشارك الأخصائي الاجتماعي الشرعي أيضًا في تطوير السياسات أو التشريعات التي تهدف إلى تحسين العدالة الاجتماعية.

## الوظائف
يقدم ممارسو العمل الاجتماعي الشرعي مجموعة واسعة من الخدمات للأفراد والأسر والمجتمعات المتضررة من الجريمة والعنف وغيرها من القضايا القانونية. وعادةً ما يعملون بالتعاون مع المحامين ومحترفي العدالة الجنائية والممارسين الآخرين لضمان تلبية حقوق العملاء واحتياجاتهم. وعلى نطاق واسع، تشمل وظائف ممارسي العمل الاجتماعي الشرعي ما يلي:
- تقييم احتياجات العملاء: يقوم الأخصائيون الاجتماعيون الشرعيون بإجراء تقييمات شاملة للعملاء لتحديد احتياجاتهم.[26][27][28] يتضمن ذلك جمع المعلومات حول وضعهم الحالي، وتاريخهم، وأي عوامل قد تؤثر على قدرتهم على اتخاذ القرارات أو التعامل مع وضعهم الحالي.
- * تطوير خطط العلاج: يساعد الأخصائيون الاجتماعيون الشرعيون في إنشاء خطط علاج فردية للعملاء.[29][30][31] ويتضمن ذلك تحديد الأهداف وتطوير الاستراتيجيات والتعاون مع المتخصصين الآخرين لضمان حصول العملاء على أفضل رعاية ممكنة.
- * توفير العلاج النفسي: يقدم الأخصائيون الاجتماعيون الشرعيون العلاج النفسي للعملاء وأسرهم.[32][33][28] يمكن أن يشمل ذلك مساعدتهم على التعامل مع الصدمة الناتجة عن التورط في جريمة، فضلاً عن تقديم الدعم والتوجيه والتعليم لمساعدتهم على إجراء تغييرات إيجابية في حياتهم.
- * الدفاع عن العملاء: غالبًا ما يعمل الأخصائيون الاجتماعيون الشرعيون كمدافعين عن عملائهم، ويدافعون عن حقوقهم واحتياجاتهم.[34][35] ويتضمن ذلك مساعدتهم في التنقل عبر نظام العدالة الجنائية، والتأكد من فهمهم لحقوقهم، ومساعدتهم في الوصول إلى الموارد التي يحتاجون إليها.
- * إجراء تقييمات المخاطر: يقوم الأخصائيون الاجتماعيون الشرعيون بإجراء تقييمات المخاطر لتحديد احتمالية انخراط العميل في سلوك إجرامي أو عنيف.[32][36] يساعد هذا التقييم على إعلام القرارات بشأن ما إذا كان ينبغي إطلاق سراح العميل من الحجز أو وضعه تحت المراقبة أم لا.
- * تسهيل التواصل: غالبًا ما يعمل الأخصائيون الاجتماعيون الشرعيون كوسطاء، مما يسهل التواصل بين العملاء وأسرهم والمتخصصين الآخرين.[37][38] يمكن أن يشمل ذلك المساعدة في حل النزاعات، وتشجيع الحوار، ودعم العملاء في اتخاذ القرارات.
- * تثقيف العملاء: غالبًا ما يقدم الأخصائيون الاجتماعيون الشرعيون التعليم والموارد لعملائهم، مما يساعدهم على فهم مواقفهم والخيارات المتاحة لهم.[39] ويتضمن ذلك تقديم معلومات حول حقوقهم والنظام القانوني والموارد الأخرى التي قد تكون متاحة لهم.
- وظائف أخرى:
  - تطوير السياسات والبرامج
  - الوساطة والدعوة والتحكيم
  - التدريس والتدريب والإشراف
  - البحث والتحليل في مجال العلوم السلوكية

يمارس العاملون في مجال العمل الاجتماعي الشرعي أنشطة الطب الشرعي ضمن مجالات اختصاصهم وخبرتهم فقط.

## امظر أيضًا
- صحة نفسية
- سيسي ألفونسو

## المزيد من القراءة
- Aarvold Report 1973. Home Office and Department of Health and Social Security "Report of the Review of Procedures for the Discharge and Supervision of Psychiatric Patients Subject to Special Restrictions. Cmnd 5191.
- Barker، Robert L.؛ Branson، Douglas M. (1993). Forensic Social Work: Legal Aspects of Professional Practice. Binghamton, NY: Haworth Press. ISBN:1-56024-351-1. OCLC:26396157.

- Barnes M. Bowl R. & Fisher M. 1990 "Sectioned: Social Services and the 1983 Mental Health Act". Routledge. Marian Barnes؛ Ric Bowl؛ Mike Fisher. (1990). Sectioned : social services and the 1983 Mental Health Act. London: Routledge. ISBN:0-415-01079-9. OCLC:19774036.
- BASW 2002 Code of Ethics
- Central Council for Education and Training in Social Work 1995 Forensic Social Worker. Competence and Workforce
- Bluglass R. 1992 "The Special Hospitals – should be closed" British Medical Journal Volume 305 p323-324.
- Chiswick D. &Cope R. (ed) 1995 "Practical Forensic Psychiatry" R.C.P.
- Cochrane R. 1983 "The Social Creation of Mental Illness". Longman. Raymond Cochrane. (1983). The social creation of mental illness. London u.a.: Longman. ISBN:0-582-29613-7. OCLC:8762783.
- Crichton J.1995 " Psychiatric Patient Violence: Risk and Response" Duckworth edited by John Crichton. (1995). Psychiatric patient violence : risk & response. London: Duckworth. ISBN:0-7156-2661-2. OCLC:32630233. {{استشهاد بكتاب}}: |مؤلف= باسم عام (مساعدة)
- Dale C. & Storey L.1999 "Nursing in Secure Environments". London UKCC
- Dent S. 1997 "The Home Office Mental Health Unit and its Approach to the Assessment and Management of Risk" International Review of Psychiatry Volume 9, p265-271
- Department of Health and Social Security 1988. Report of the Committee of Inquiry into the Care and Aftercare of Miss Sharon Campbell Cm 440
- Department of Health 1990 The نهج برنامج الرعاية for People with a Mental Illness Referred to the Specialist Psychiatric Services HC (90) 23 LASSL (90).
- Department of Health 1999 Local Authority Circular LAC (99) 23
- Department of Health and Welsh Office 1999 Code of Practice Mental Health Act.1983 Chapter 23.14.
- Department of Health 2000 "After Care Under the Mental Health Act, 1983". Circular LAC (2000)
- Eastman N. 1995 "Anti Therapeutic Community Mental Health Law" British Medical Journal Volume 310 p. 1081-1082
- Farrar M. 1996 "Government Policy on Mentally Disordered Offenders and its implementation" Journal of Mental Health
- Fook J. Ryan M. & Hawkins L. 1997 "Towards a theory of Social Work Expertise" British Journal of Social Work. Volume 27 No 3.
- Gostin K. 1983 "A Practical Guide to Mental Health Law". London, Mind. Larry Gostin؛ foreword by Lady Bingley؛ edited by Janet Manning. (1983). A practical guide to mental health law. Leeds: Mind: MIND. ISBN:0-900557-59-1. OCLC:59247957. {{استشهاد بكتاب}}: |مؤلف3= باسم عام (مساعدة)
- Gostin K. (ed)1985 "Secure Provision" Tavistock, London. edited by Larry Gostin. (1985). Secure provision : a review of special services for the mentally ill and mentally handicapped in England and Wales. London; New York: Tavistock. ISBN:0-422-78420-6. OCLC:16094943. {{استشهاد بكتاب}}: |مؤلف= باسم عام (مساعدة)
- HMSO Carers (Recognition and Services) Act 1995.
- Home Office 1990 "Provision for Mentally Disordered Offenders" Circular 66/90
- Home Office 1997 Mentally Disordered Offenders Survey of Inter-Agency Arrangements (Circular MNP 97)
- Home Office and Department of Health 1997 Mental Health Act 1983 "Supervision and After Care of Conditionally Discharged Restricted Patients: Notes for the Guidance of Social Supervisors".
- Home Office and Department of Health 1997 Mental Health Act 1983 "Supervision and After Care of Conditionally Discharged Restricted Patients: Notes for the Guidance of Social Supervisors".
- James D. 1999 "Court Diversion at 10 years : Can it work, does it work, and has it a future?" – Journal of Forensic Psychiatry Vol.10 No. 3
- Jones K. & Sidebotham R 1962 "Mental Hospitals at Work". Routledge and Kegan Paul. Mental Hospitals at Work. OCLC:323414.
- Jones K. 1972 "A History of the Mental health Services" Routledge and Kegan Paul. A history of the mental health services. London: Routledge and Kegan Paul. 1972. ISBN:0-7100-7452-2. OCLC:603321.
- Marchant C. "Secure Hospitals". Community Care 2 September 1993.
- McClelland N. 2002 (Lecture) "The Historical Aspect of the Development of the Role of the Specialist Mental Health Nurse". M.Sc. Psychiatry Univ. of Birmingham.
- Mental Health Act. 1983 HMSO
- Mental Health Review Tribunal Rules. The 1983 HMSO
- Mental Health Act 1983 Section 73 (2) HMSO
- Mental Health Act 1983 Section 42 (2) HMSO Prins H.1983.
- "The Care of the Psychiatric Prisoner – Discharge into the Community and its Implications" – Medicine, Science and the Law. Vo. 23 No. 2.
- Neighbors، Ira A. (2002). Social Work and the Law: Proceedings of the National Organization of Forensic Social Work, 2000. Binghamton, New York: Haworth Press. ISBN:0-7890-1547-1. OCLC:0789015471.

- Olsen M.R. (ed)1984 "Social Work and Mental Health – a guide for the Approved Social Worker" Tavistock. edited by M. Rolf Olsen. (1984). Social work & mental health : a guide for the approved social worker. London; New York: Tavistock; New York, NY : Tavistock Publications in association with Methuen. ISBN:0-422-79000-1. OCLC:12083433. {{استشهاد بكتاب}}: |مؤلف= باسم عام (مساعدة)
- Prior L. 1993 "The Social Organization of Mental Illness" Sage, London Lindsay Prior. (1996). The social organization of mental illness. London: Sage. ISBN:0-8039-8499-5. OCLC:28964935.
- Reed Report 1992 Department of Health and Home Office
- Roberts، Albert R.؛ Brownell، Patricia (يوليو 1999)، "A Century of Forensic Social Work: Bridging the Past to the Present"، Social Work، ج. 44، ص. 359–369، DOI:10.1093/sw/44.4.359، PMID:10429576

- Roberts، Albert R. and David W. Springer (2007). Social Work in Juvenile and Criminal Justice Settings (ط. 3rd). Springfield, IL: Charles C Thomas. ISBN:978-0-398-07676-4. OCLC:67405708.

- Robinson V.P.1930 "A Changing Psychology in Social Case Work" University of N.Carolina Press. Robinson، Virginia Pollard (1910). A Changing Psychology in Social Case Work. OCLC:1386907.
- Seebohm Report 1968 " The Committee on Local Authority and Allied Personal Social Services"
- Shepherd M. 1990 "Mental Health –the Role of the Approved Social Worker" Sheffield University and Community Care.
- Social Services Inspectorate 1994 "Inspection of Social Work in Medium Secure Units –The Reaside Clinic". Department of Health
- Social Services Inspectorate 1999 " Inspection of Ashworth Hospital Social Work Service" Department of Health
- Southard E.E. & Jarrett M.C. 1922 "The Kingdom of Evils" MacMillan Southard، Elmer Ernest؛ Jarrett، Mary Cromwell (1922). The Kingdom of Evils. OCLC:277145.
- Springer، David W. and Albert R. Roberts (2007). Handbook of Forensic Mental Health with Victims and Offenders: Assessment, Treatment, and Research. New York, NY: Springer. ISBN:978-0-8261-1514-0. OCLC:75087926.

- Szasz T. 1961 "Myths of Mental Illness" Harper The Kingdom of Evils. OCLC:14106320.
- Taylor P.J. & Gunn J. 1993, 1995 "Forensic Psychiatry : Clinical, Legal and Ethical Issues" Butterworth Heinemann. edited by John Gunn؛ Pamela J. Taylor. (1995). Forensic psychiatry : clinical, legal, and ethical issues. Oxford: Butterworth-Heinemann. ISBN:0-7506-2317-9. OCLC:32465838. {{استشهاد بكتاب}}: |مؤلف1= باسم عام (مساعدة)
- Vaughan P. & Badger D. 1995 "Working with the Mentally Disordered Offender in the Community". Chapman and Hall. Phillip J. Vaughan؛ Douglas Badger. (1995). Working with the mentally disordered offender in the community. London: Chapman & Hall. ISBN:0-412-56740-7. OCLC:32393198.
- Wix S. & Cushing H. 2001 – "Diversion from Custody". Ed Forensic Nursing and Mental Disorder in Clinical Practice – McClelland N. Humphries M. Conlon L. & Hillis T. Butterworth Heinemann
- Zito J. 1995 "Victims of Community Care" Mental Health Nursing Volume 15 No 6
- Zito J. 1998. " Lessons From the Outside". Nursing Times. 28.1.94.